# Louis-Joseph de Montcalm

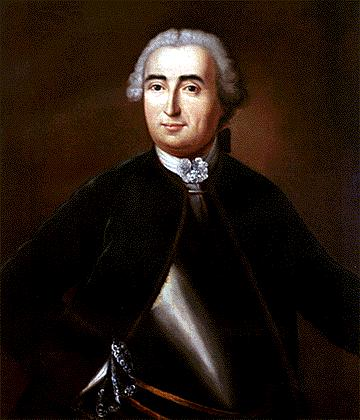
Retrato de Montcalm

Louis-Joseph de Montcalm-Gozon, Marqués de Saint-Veran (28 de febrero de 1712-14 de septiembre de 1759) fue un comandante francés destacado en Norteamérica. Participó en varias batallas de la guerra franco-india, fase norteamericana de la Guerra de los Siete Años.

## Primeros años
Louis-Joseph nació en la residencia familiar de Chateau de Candiac en Montcalm, cerca de Nimes, al sur de Francia. Se unió al Ejército francés en 1727 y a los dos años ascendió a capitán tras comprar el puesto. En 1735 heredó de su padre el marquesado de Saint-Veran. Gracias a su título aristocrático y a su boda con Angelique Louise du Boulay se convirtió en un hombre de gran influencia y riqueza.
Participó en la Guerra de Sucesión Polaca y en la Guerra de Sucesión Austríaca, llegando a ser coronel en 1743. También acompañó al mariscal de Mailebois en su campaña en Italia. Allí cayó herido y cautivo en la batalla de Piacenza. Fue liberado pocos meses después y ascendido por sus acciones en campaña. Fue herido otra vez poco antes de firmarse la Paz en el Tratado de Aquisgrán.

## Guerra franco-india
El General Montcalm fue enviado a los territorios franceses en Norteamérica en 1756, donde desarrolló un gran papel durante la guerra franco-india. Allí participó ampliando las defensas de Fort Ticonderoga. Ese mismo año capturó y destruyó Fort Oswego y al año siguiente obtuvo una importante victoria en Fort William Henry. Permitió a los británicos dirigidos por George Monro retirarse hacia Fort Edward. Esta última victoria se vio oscurecida por la actuación de los aliados nativos de los franceses, quienes atacaron al regimiento que se retiraba, algo que Montcalm no hubiese permitido, pues lo consideraba deshonroso en un noble. Por ello, en cuanto recibió noticia de la masacre acudió en persona para poner fin al ataque. Habría que destacar que, en la actualidad, se duda de la veracidad de esta supuesta masacre y se cree que pudiera deberse simplemente a un acto de propaganda británica.

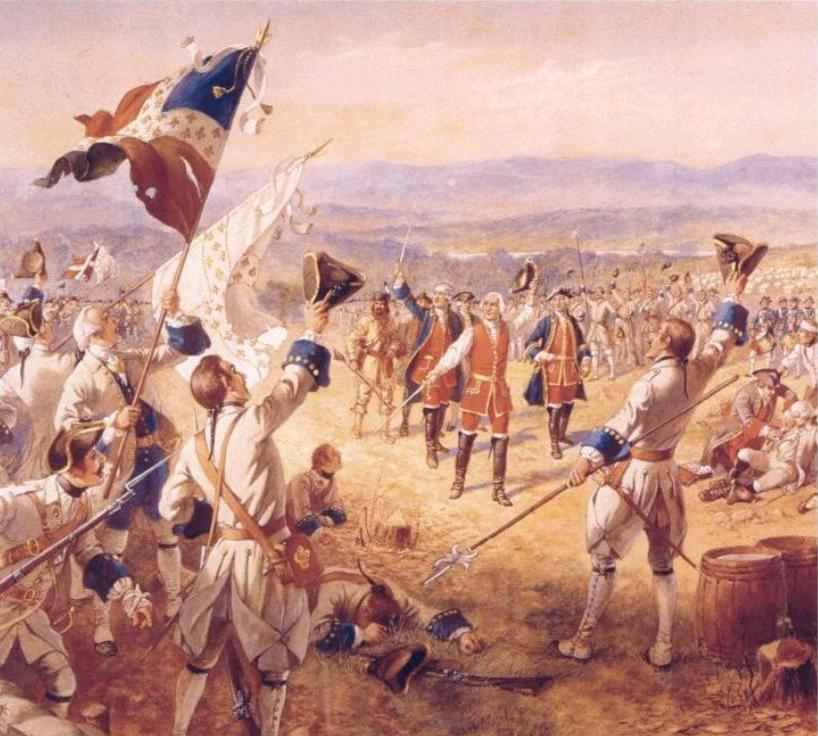
Batalla de Carillon.

Posteriormente lideró la victoria francesa en la batalla de Carillon, en la que venció a un ejército casi cinco veces superior al suyo en número. Esta gran victoria, considerada como la mayor de su carrera, se debió en gran parte a los errores del general inglés James Abercromby, quien usó tácticas de ataque frontal pese a ser inútiles.
Todas estas victorias hicieron que la influencia y la fama de Montcalm aumentasen aún más, lo que, unido a unas previas malas relaciones, provocó problemas con el Marqués de Vaudreuil, gobernador de Nueva Francia. Estas tensiones crearon algunos problemas a la hora de organizar la defensa de Canadá.
Tras la victoria de Carillon el dominio francés de la zona comenzó a decaer. La gran derrota se produjo en la batalla de las Llanuras de Abraham, a las afueras de ciudad de Quebec. El comandante británico James Wolfe había asediado la ciudad, y tras un desembarco de más de 9000 hombres que pilló de sorpresa al ejército francés, consiguió obligar a este a salir a luchar en campo abierto. La batalla, pese a ser breve, supuso la derrota del ejército francés, al que no consiguieron llegar los refuerzos dirigidos por Lévis. Montcalm resultó herido durante la batalla y murió poco después, al igual que el comandante inglés, Wolfe.
Agonizando, tuvo un intercambio con su cirujano:

¿Cuánto tiempo me queda de vida?
— Algunas horas apenas.
— Tanto mejor, no veré a los ingleses en Quebec.